# 長尾明希
長尾明希（日语：長尾 明希，1984年9月23日—），日本女性配音員、旁白。出身於千葉縣。身高160cm。

## 人物簡介
Office PAC所屬。興趣和特長有馬術、古文書解讀、殺陣。

## 演出作品
※粗體字表示說明飾演的主要角色。

### 電視動畫
2012年
- 坂道上的阿波羅（女學生、女子）
- 魯邦三世 -名為峰不二子的女人-（小孩[2]）

2013年
- 閃亂神樂（學生B）
- 結界女王 震顫（女子播報員、廣播）
- 魔奇少年 The kingdom of magic（純純）

2014年
- GLASSLIP（觀光客B、風道常客）
- 東京殘響（若本、女A）
- 排球少年!!（女學生B）

2015年
- 牙狼〈GARO〉-炎之刻印-（伊莎貝爾）
- Punch Line（電視播報員）
- 魯邦三世 PART IV（記者群B）

2017年
- 猜謎王（越山誓[3]）

2018年
- 雷頓神秘偵探社 ～卡特莉的解謎事件簿～（里特莉·弗雷門斯）
- 錢進球場（朱美）

2023年
- 不死少女的謀殺鬧劇（羅塞[4]）

### 電影動畫
2014年
- LUPIN THE IIIRD 次元大介的墓碑（日语：LUPIN THE IIIRD 次元大介の墓標）（音樂會會場女性觀眾[5]）

### 遊戲
2012年
- 銀河遊騎兵

2013年
- LIGHTNING RETURNS : FINAL FANTASY XIII

2014年
- 薩爾達無雙（英帕）

2015年
- 超銀河船團（[6]）

2016年
- 三國志13

2017年
- 尼爾：自動人形
- 雷頓的神秘之旅 卡翠愛兒與大富翁的陰謀（里特莉·弗雷門斯）

2019年
- 侍魂Online -朧月傳-（色（日语：色 (サムライスピリッツ)）[7]）

### 廣播劇CD
- 結界女王 DVD&BD Vol.1特典廣播劇CD

### 外語配音
※作品依英文名稱及英文原名排序。

#### 電影
- 致命十二殺2（英语：12 Rounds 2: Reloaded）
- 命運規劃局
- 魔幻冒險王：失落的黃金盒（英语：The Adventurer: The Curse of the Midas Box）（Monica〈Lena Headey 飾演〉）※DVD&BD版。
- 玩物人生（英语：All Things to All Men (film)）（蘇菲亞·彼特斯〈埃爾莎·帕塔奇 主演〉）
- 美國狙擊手
- 大海嘯之鯊口逃生（Tina〈Sharni Vinson 飾演〉）
- 血染拜占庭（英语：Byzantium (film)）
- 衝破極限
- 詭山（英语：Devil's Pass）（Denise Evers〈Gemma Atkinson 飾演〉）
- 狄倫犬：惡夜偵探（英语：Dylan Dog: Dead of Night）
- 戰爭遊戲（感應門螢幕的女性）
- 無須多言（英语：Enough Said）
- 鋼鐵墳墓（Jessica Mayer〈Caitriona Balfe 飾演〉）※DVD&BD版。
- 浴血任務3（女性2）
- 格雷的五十道陰影
- 血滴子（穆森〈李宇春 飾演〉）
- 奪命穿心（英语：Gutshot Straight）（May〈AnnaLynne McCord 主演〉）
- 哈利波特：死神的聖物Ⅱ（女學生）
- 扭轉時光機2（英语：Hot Tub Time Machine 2）
- 一路響叮噹2（英语：Jingle All the Way 2）
- 魯邦三世 (2014年電影)
- 絕煞刀鋒
- 黑魔女：沉睡魔咒（洗滌女性2）
- 跨界失控
- 機器戰警 (2014年電影) ※DVD&BD版。
- 超級8

#### 電視影集
- 瑪波小姐探案「白馬酒館」
- 神盾局特工（Carrie）
- 美國恐怖故事
- 綠箭俠 (2012年電視影集)
- 顫慄效應（英语：Between (TV series)）（薇莉·戴伊〈詹妮特·麥柯迪 主演〉）
- 黑鏡 (第2季)（Tony）
- 大西洋帝國
- 尋骨線索 (第8季)
- 博基亞家族 (第2季)（英语：The Borgias (2011 TV series)）
- 火線警告 (第6季)
- 霹靂嬌娃 (2011年電視影集)（英语：Charlie's Angels (2011 TV series)）
- 灣畔傾情（英语：Chesapeake Shores）（Lee）
- 鐵證懸案 (第7季)
- 犯罪心理 (第7、8季)
- 海盗王國（Nelly）
- 夜魔俠 (2015年電視影集)（Marci Stahl〈Amy Rutberg 飾演〉）
- 慾望師奶 (第8季)
- 蛇蠍女傭（英语：Devious Maids）（Peri Westmore〈Mariana Klaveno 飾演〉）
- 莫爾思探長前傳（Joan Thursday）
- 逃脫大師（英语：The Escape Artist (TV series)）
- 堕落（Sarah Kay〈Laura Donnelly 飾演〉）
- 奇異果女孩 (第5季)
- 「法」妻 (第3季)
- 格林（朱麗葉·西爾佛頓〈比茜·圖諾克 主演〉）
- 雙面人魔（Beverly Katz〈Hettienne Park 飾演〉）
- Jo（英语：Jo (TV series)）
- 謀殺 (第2季)（英语：The Killing (U.S. TV series)）
- 法律與秩序：洛杉磯（英语：Law & Order: LA）
- 法律與秩序：英國（英语：Law & Order: UK）
- 末世餘生（英语：The Leftovers (TV series)）
- 妖女迷行（Val〈Erica Luttrell 飾演〉）
- 馬蓋先 (2016年電視影集)（妮姬·卡彭特〈特蕾西·斯皮里達科斯 飾演〉）
- 重案組 (第1季)（Cynthia）
- 心計 (第4、6季)（Gina Gawronski〈Angelique Cabral 飾演〉）
- 關鍵報告 (2015年電視影集)
- 奇怪的她（潘荷娜〈金瑟琪 飾演〉）
- 三劍客與達太安（Sabine）
- No Limit（英语：No Limit (TV series)）（Zoe）
- 童話小鎮（Jack）
- 天堂牧場（池美萊〈尹智敏 飾演〉）
- 疑犯追蹤
- 美少女的謊言 (第3、4季)
- 復仇 (第2、3季)
- 末日重生（Mia）
- 河谷鎮（薇蘿妮卡·洛奇〈卡蜜拉·曼德斯 主演〉）
- 妙女神探
- 秘密之門（昭媛）
- 超人前傳 (第8季)（貓）
- 超自然檔案 (第10季)
- 玩命快遞（Juliette Dubois〈Delphine Chanéac 飾演〉）
- 吸血鬼日記 (第4季)
- 拉斯維加斯往事
- 妙警賊探

#### 動畫
- 我愛阿噗（Mary Wendell[8]）
- 腦筋急轉彎（媽媽養的Joy）

### 旁白
- 美國 ～真實物語
- 驚異的現代
- 地球戲劇性（日语：地球ドラマチック）「古羅馬 陰謀與頹廢的城市 ～被覆蓋的另一座城市龐貝～」
- 肢體語言
- 名偵探柯南BD-Live「製作現場報導」
- 摩根費里曼之穿越蟲洞（NHK教育）

### 舞台
- 真田風雲錄（築地Buddhist Hall，飾演 猿飛佐助）
- CRIMES OF THE HEART（PAC Atelier，飾演 梅格·馬格拉斯）
- （PAC Atelier，飾演 杉坂初江）

## 外部連結
- Office PAC公式官網的聲優簡介 （页面存档备份，存于） （日語）
- 長尾明希的X（前Twitter） （日語）